# Clockwork Angels
| Recensione | Giudizio |
| ---------- | -------- |
| AllMusic   |          |

Clockwork Angels è il diciannovesimo e ultimo album in studio del gruppo rock canadese Rush, uscito l'8 giugno 2012 in Australia, il 12 in Nordamerica e il 13 e in Europa.
Due brani dell'album, Caravan e BU2B, sono stati registrati al Blackbird Studio di Nashville, Tennessee nell'aprile 2010 e pubblicati come singolo già nel giugno 2010; tutti gli altri pezzi sono stati registrati nel periodo ottobre/dicembre 2011 presso gli studi Revolution Recording di Toronto, Ontario. Le orchestrazioni sono state registrate nel gennaio 2012 presso lo studio Ocean Way Studios di Los Angeles, California. L'album è stato mixato nel periodo gennaio/marzo 2012 agli Henson Studios, sempre a Los Angeles.

## Descrizione
Due brani dell'album, Caravan e BU2B, sono stati pubblicati e resi disponibili alle stazioni radio e per il download digitale il 1º giugno 2010. A seguito della pubblicazione di queste due canzoni, la band ha intrapreso il Time Machine Tour nel 2010 e 2011. Il tour è stato anche caratterizzato dalle prime esibizioni dei due nuovi pezzi, introdotte nella scaletta dei concerti. Clockwork Angels è stato completato a seguito di questo tour. Il successivo singolo promozionale estratto dall'album, intitolato Headlong Flight, è stato pubblicato il 19 aprile 2012; il mese seguente, l'8 giugno 2012, è stato pubblicato il full-length Clockwork Angels. Un altro estratto dall'album, The Wreckers, è stato reso disponibile nelle radio nord americane a partire dal 25 luglio. Un nuovo singolo promozionale, The Anarchist, lanciato il 20 febbraio 2013, ha anticipato la seconda parte del Clockwork Angels Tour.
Clockwork Angels è una vera e propria rock opera, tutte le canzoni che lo compongono trattano infatti un'unica narrazione. Per la prima volta i Rush realizzano una opera di così ampio respiro, la precedente Cygnus X-1 book 2 - Hemispheres, dall'album Hemispheres del 1978, non interessava tutto l'album, ma solo parte di esso.
Secondo Neil Peart a fine 2009 i Rush in un primo incontro hanno pianificato di sviluppare un nuovo album basato su una storia unitaria. Il successivo gennaio Peart ha scritto una serie di testi ambientati in un mondo immaginario in stile steampunk e li ha sottoposti ai compagni di gruppo per abbinarli alle musiche che Lifeson e Lee stavano componendo nella casa del bassista. Una volta registrati e pubblicati i primi due brani, il gruppo si è impegnato in tour. I lavori sono ripresi a inizio 2011 nella pausa tra prima e seconda parte del tour, e ancora dopo la seconda tornata di concerti. In questa fase, ottobre 2011, i tre si sono riuniti negli studi Revolution Recording per continuare il lavoro di composizione e arrangiamento dei brani apportando le necessarie modifiche ai testi per adattarli al contesto musicale; presto si è aggiunto anche il co-produttore Raskulinecz che ha contribuito con numerosi suggerimenti e idee. Per il disco è stato scelto un approccio libero, lasciando molto spazio alla improvvisazione: sia in fase di composizione, che negli arrangiamenti. Le parti di batteria, di basso e anche di chitarra non sono state preparate minuziosamente ma è stato lasciato molto spazio alla spontaneità; ad esempio quelli utilizzati in maniera definitiva in The Garden e Clockwork Angels sono assoli di prova di Lifeson molto improvvisati. La canzone più problematica è stata Wish Them Well, riscritta un paio di volte ha rischiato di esser abbandonata definitivamente. Tra i riferimenti letterari citati, la linea generale della trama prende spunto da Candido di Voltaire, altri riferimenti sono John Barth, Michael Ondaatje e Joseph Conrad in The Anarchist, Robertson Davies e Herbert Gold per Carnies, Daphne du Maurier per The Wreckers, Cormac McCarthy in Seven Cities of Gold.
Dai testi dell'album, scritti da Neil Peart, è stato tratto un romanzo scritto da Kevin J. Anderson, questo progetto era già nato nell'agosto 2010 in un incontro tra i due. Anderson descrive così la trama del concept album: "Un giovane nella ricerca di inseguire i propri sogni, è imprigionato tra le grandiose forze dell'ordine e del caos. Esso viaggia in un mondo steampunk e alchemico ricco e colorato, con città perdute, pirati, anarchici, carnevali esotici ed un inflessibile Orologiaio che impone la precisione in ogni aspetto della vita quotidiana."
Clockwork Angels è stato accolto in maniera molto favorevole sia dai fans che dalla critica: Classic Rock lo ha valutato con 9/10 e lo ha definito come la migliore produzione dei Rush degli ultimi 30 anni; Martin Popoff di Brave Words & Bloody Knuckles, che lo ha valutato con 10/10, ha detto dell'album: "Non si può negare che ci sia più determinazione e chiarezza qui che in qualsiasi altro album dei Rush". Secondo AllMusic Clockwork Angels è la dimostrazione per cui dopo 36 anni di carriera la base di seguaci del gruppo continui a crescere: le alte prestazioni musicali e la disciplina dei tre sono eguagliati solo dalla loro inesauribile creatività e dal caratteristico senso della musicalità.
Clockwork Angels è stato eletto "Album dell'anno" ai Progressive Music Awards ed anche dalla rivista Classic Rock. L'album nel 2013 si aggiudica un Juno Award nella categoria "Album Rock dell'anno". Nel 2019 viene eletto "Album rock degli anni 2010" sempre da Classic Rock.

### Curiosità
- L'orologio in copertina indica le ore 21 e 12 minuti, riprendendo il titolo dell'album 2112.
- Le copertine della versione CD e vinile sono differenti tra loro.
- Le vicende narrate nell'album hanno dato origine, oltre che all'omonimo romanzo di Kevin J. Anderson, anche a una storia a fumetti.

## Tracce
Testi di Neil Peart, musiche di Geddy Lee e Alex Lifeson.
1. Caravan – 5:40
2. BU2B – 5:10
3. Clockwork Angels – 7:31
4. The Anarchist – 6:52
5. Carnies – 4:52
6. Halo Effect – 3:14
7. Seven Cities of Gold – 6:32
8. The Wreckers – 5:01
9. Headlong Flight – 7:20
10. BU2B2 – 1:28
11. Wish Them Well – 5:25
12. The Garden – 6:59

## Classifiche
| Classifica (2012) | Posizione massima |
| ----------------- | ----------------- |
| Stati Uniti       | 2                 |

## Formazione
Gruppo
- Geddy Lee - basso, voce, tastiere
- Alex Lifeson - chitarra acustica, elettrica, tastiere
- Neil Peart - batteria, tamburello, piatti

Altri musicisti
- Jason Sniderman: pianoforte in The Garden
- David Campbell: arrangiamenti e conduzione orchestra in Halo Effect, The Anarchist, The Wreckers, BU2B2, The Garden

## Principali edizioni e formati
Clockwork Angels è stato pubblicato in varie edizioni e formati; queste le principali:
- 2012, Anthem Records (solo Canada), formato: CD
- 2012, Roadrunner Records, formato: CD, doppio LP (vinile 180 g.)
- 2012, Roadrunner Records/Classic Rock, formato: CD + numero speciale monografico di Classic Rock (solo Regno Unito)